# Посідонія
Посідонія (Posidonia) — рід морських трав, єдиний рід родини посідонієвих (Posidoniaceae). Рід має десять видів.

## Назва
Назва роду, посідонія, походить від імені давньогрецького бога — повелителя морів Посейдона.
Подібно до камковких і Cymodoceáceae, посідонія належить до «морських трав» — небагатьох квіткових рослин, що мешкають у водах морів і океанів.
З видів посідонії: посідонія океанічна — поширена вздовж узбережжя Середземного моря та прилеглих частин Атлантичного океану, деякі інші, у тому числі посідонія південна (Posidonia australis) — в Індійському та Тихому океанах (південне узбережжя Австралії, узбережжя Тасманії).

## Біологічний опис
Посідонії зазвичай ростуть великими колоніями, утворюючи разом з іншими морськими травами своєрідні підводні луки в морських затоках і бухтах на глибинах до 30 м, а іноді навіть до 50 м.
Це повністю занурені у воду багаторічні рослини з досить товстим і міцним моноподіальним повзучим кореневищем, від вузлів якого відходять придаткове коріння і короткі прямостоячі пагони, що мають біля своєї бази чохол з волокон — залишків відмерлого листя. За спостереженнями у Південній Франції у колонії посідонії океанічної розвиваються вегетативні пагони двох типів: у центрі колонії прямостоячі, а по її периферії пагони, що стелиться, утворюючи у вузлах придаткові корені, що стають новими кореневищами.
Пагони, що стеляться, утворюються і в місцях зріджування колонії.
Наявність пагонів двох типів сприяє швидкому вегетативному розмноженню посідонії, захопленню нею все нових і нових ділянок дна.
Зближені на верхівках прямостоячих і пагонів, що стелиться, дворядно розташовані чергові широколінійні листя посідонії досягають завдовжки 10-50 см та завширшки 7-10 мм.
Їхня довжина визначається глибиною проростання: чим глибше, тим вони довші.
Листя чітко розділені на платівку з 11-17 паралельними жилками і вільну (не зрощену краями) піхву, що утворює в основі пластинки дуже короткі вушка і поперечний перетинчастий виріст — язичок.
У пазухах піхви є дуже дрібні внутрішньопіхвові лусочки.
Квітки посідонії зібрані досить густими складними колосами, які розташовані на відносно коротких (зазвичай довжиною 10-30 см) квітконіжках, що виходять з верхівок укорочених ортотропних пагонів або з пазух листя.
Складний колос зазвичай складається з 2-4 колосків, розташованих у пазухах трохи здутих піхв сильно зменшеного листя.
Колоски, складаються з 2-3, рідше 4 дворядно розташованих квіток, з яких 2 нижні завжди обох статей, а 1-2 верхніх — чоловічі. Оцвітина складається з 3 швидко опадаючих, іноді відсутніх лусочок.
У обох статевих квітках 3, рідше 4 тичинки, представлені сидячими 4-гніздними пильовиками зі зв'язником, що сильно розрісся, який у посідонії океанічної має на верхівці хвостоподібний придаток — надзв'язник.
Гінецей складається з одного плодолистка з єдиним насінним зачатком.
Плодолист на верхівці звужується і закінчується трохи лопатевим диском, по краю якого розташовуються досить довгі приймочні сосочки.
У чоловічих квітках 3 тичинки.
З плодолистика формується кістяноподібний плід з м'ясистим оплоднем, що нагадує недозрілий плід оливи.
Запилення квіток відбувається у воді.
Подібно до багатьох інших морських трав, посідонії мають ниткоподібні пилкові зерна, що істотно полегшує можливість контакту їх з приймочками. Самозапиленню, мабуть, перешкоджає протандрія.
Плоди посідонії досить довго плавають у воді і лише після руйнування оплодню падають на дно і проростають.
Ймовірно, вони поширюються також ендозоохорно, оскільки їх м'ясистий навколоплідник може бути їжею риб та водоплавних птахів.
Однак обидва види посідонії розмножуються головним чином вегетативно: за допомогою частин кореневищ, що розносяться водою, і окремих пагонів, які здатні легко укорінюватися.
Квітучі екземпляри посідонії зустрічаються дуже рідко.

## Види
За інформацією бази даних The Plant List (на липень 2016) рід має 10 видів:
- Posidonia angustifolia(інші мови) M.L. Cambridge(інші мови) & J.Kuo(інші мови)
- Posidonia australis
- Posidonia coriacea[en] M.L. Cambridge(інші мови) & J.Kuo
- Posidonia denhartogii(інші мови), J.Kuo & M.L. Cambridge
- Posidonia kirkmanii(інші мови), M.L. Cambridge & J.Kuo|
- Posidonia oceanica (L.) Delile
- Posidonia ostenfeldii[en] Hartog(інші мови)
- Posidonia robertsonae[en] J.Kuo & M.L. Cambridge
- Posidonia sinuosa(інші мови), M.L. Cambridge & J.Kuo